# 김해 묘련사 지장보살본원경
 김해 묘련사 지장보살본원경(金海 妙蓮寺 地藏菩薩本願經)은 대한민국 경상남도 김해시 대동면 묘련사에 있는 조선시대의 불경이다. 2019년 8월 1일 경상남도의 유형문화재 제653호로 지정되었다.

## 지정 사유
｢지장보살본원경｣은 아미타불의 원력에 의해 서방 극락정토로 왕생을 염원하는 이들을 위한 입문서로서 염불신앙의 핵심이 요약되어 있다. 이 책은 '1558년'이라는 명확한 간행 기록(刊記)과 시주자들이 수록되어 있고, 인출 및 보관상태가 양호한 책으로 1558년에 황해도 석두사에서 개판(開板)하였다는 내용이 확인되는 중요한 자료이므로 경상남도 유형문화재로 지정한다.

## 참고 문헌
- 김해 묘련사 지장보살본원경 - 국가유산청 국가유산포털